# Saint-Symphorien-sur-Saône
Saint-Symphorien-sur-Saône är en kommun i departementet Côte-d'Or i regionen Bourgogne-Franche-Comté i östra Frankrike. Kommunen ligger i kantonen Saint-Jean-de-Losne som tillhör arrondissementet Beaune. År 2022 hade Saint-Symphorien-sur-Saône 322 invånare.

## Befolkningsutveckling
Antalet invånare i kommunen Saint-Symphorien-sur-Saône
Referens:INSEE